# گلندا فارل
گلندا فارل (انگلیسی: Glenda Farrell؛ ۳۰ ژوئن ۱۹۰۴ – ۱ مهٔ ۱۹۷۱) هنرپیشه اهل ایالات متحده آمریکا بود. از فیلم‌هایی که وی در آن نقش داشته است، می‌توان به پُر مشغله، خانمی برای یک روز، فراری از گروه مجرمان، سزار کوچک و خدمتکار نامرتب اشاره کرد.